# Regio-Tour 2000
Il Regio-Tour 2000, sedicesima edizione della corsa, si svolse dal 9 al 13 agosto 2000 su un percorso di 759 km ripartiti in 5 tappe (la terza suddivisa in due semitappe), con partenza da Strasburgo e arrivo a Vogtsburg im Kaiserstuhl. Fu vinto dall'italiano Filippo Simeoni della Amica Chips-Tacconi Sport davanti al suo connazionale Ivan Basso e al tedesco Andreas Klöden.

## Tappe
| Tappa  | Data      | Percorso                                   | km  | Vincitore di tappa  | Leader cl. generale |
| ------ | --------- | ------------------------------------------ | --- | ------------------- | ------------------- |
| 1ª     | 9 agosto  | Strasburgo > Breisach am Rhein             | 165 | Ivan Basso          | Ivan Basso          |
| 2ª     | 10 agosto | Basilea > Müllheim                         | 163 | Filippo Simeoni     | Filippo Simeoni     |
| 3ª-1ª  | 11 agosto | Rust > Emmendingen                         | 90  | Alessandro Petacchi | Filippo Simeoni     |
| 3ª-2ª  | 11 agosto | Glottertal > St. Peter (cron. individuale) | 13  | Ivan Basso          | Filippo Simeoni     |
| 4ª     | 12 agosto | Badenweiler > Guebwiller                   | 168 | Marco Zanotti       | Filippo Simeoni     |
| 5ª     | 13 agosto | Lahr > Vogtsburg im Kaiserstuhl            | 160 | Patrice Halgand     | Filippo Simeoni     |
| Totale | Totale    | Totale                                     | 759 |                     |                     |

## Dettagli delle tappe

### 1ª tappa
- 9 agosto: Strasburgo > Breisach am Rhein – 165 km

| Pos. | Corridore        | Squadra     | Tempo    |
| ---- | ---------------- | ----------- | -------- |
| 1    | Ivan Basso       | Amica Chips | 3h55'28" |
| 2    | Andrea Ferrigato | Fassa B.    | s.t.     |
| 3    | Denis Zanette    | Liquigas    | s.t.     |

| Pos. | Corridore  | Squadra     | Tempo    |
| ---- | ---------- | ----------- | -------- |
| 1    | Ivan Basso | Amica Chips | 3h55'16" |

### 2ª tappa
- 10 agosto: Basilea > Müllheim – 163 km

| Pos. | Corridore         | Squadra     | Tempo    |
| ---- | ----------------- | ----------- | -------- |
| 1    | Filippo Simeoni   | Amica Chips | 4h15'02" |
| 2    | Danilo Hondo      | Telekom     | a 1'23"  |
| 3    | Gabriele Balducci | Fassa B.    | s.t.     |

| Pos. | Corridore       | Squadra     | Tempo    |
| ---- | --------------- | ----------- | -------- |
| 1    | Filippo Simeoni | Amica Chips | 8h10'59" |

### 3ª tappa - 1ª semitappa
- 11 agosto: Rust > Emmendingen – 90 km

| Pos. | Corridore           | Squadra  | Tempo    |
| ---- | ------------------- | -------- | -------- |
| 1    | Alessandro Petacchi | Fassa B. | 1h57'18" |
| 2    | Marco Zanotti       | Liquigas | a 6"     |
| 3    | Max van Heeswijk    | Mapei    | s.t.     |

| Pos. | Corridore       | Squadra     | Tempo     |
| ---- | --------------- | ----------- | --------- |
| 1    | Filippo Simeoni | Amica Chips | 10h08'23" |

### 3ª tappa - 2ª semitappa
- 11 agosto: Glottertal > St. Peter (cron. individuale) – 13 km

| Pos. | Corridore       | Squadra     | Tempo  |
| ---- | --------------- | ----------- | ------ |
| 1    | Ivan Basso      | Amica Chips | 23'33" |
| 2    | Filippo Simeoni | Amica Chips | a 13"  |
| 3    | Andreas Klöden  | Telekom     | a 36"  |

| Pos. | Corridore       | Squadra     | Tempo     |
| ---- | --------------- | ----------- | --------- |
| 1    | Filippo Simeoni | Amica Chips | 10h32'10" |

### 4ª tappa
- 12 agosto: Badenweiler > Guebwiller – 168 km

| Pos. | Corridore        | Squadra  | Tempo    |
| ---- | ---------------- | -------- | -------- |
| 1    | Marco Zanotti    | Liquigas | 3h53'42" |
| 2    | Robert Hunter    | Lampre   | s.t.     |
| 3    | Max van Heeswijk | Mapei    | s.t.     |

| Pos. | Corridore       | Squadra     | Tempo     |
| ---- | --------------- | ----------- | --------- |
| 1    | Filippo Simeoni | Amica Chips | 14h25'54" |

### 5ª tappa
- 13 agosto: Lahr > Vogtsburg im Kaiserstuhl – 160 km

| Pos. | Corridore            | Squadra     | Tempo    |
| ---- | -------------------- | ----------- | -------- |
| 1    | Patrice Halgand      | J. Delatour | 3h57'13" |
| 2    | Jürgen V. Roosbroeck | Vlaanderen  | s.t.     |
| 3    | Enrico Cassani       | Polti       | s.t.     |

| Pos. | Corridore       | Squadra     | Tempo     |
| ---- | --------------- | ----------- | --------- |
| 1    | Filippo Simeoni | Amica Chips | 18h23'30" |
| 2    | Ivan Basso      | Amica Chips | a 29"     |
| 3    | Andreas Klöden  | Telekom     | a 1'56"   |

## Classifiche finali

### Classifica generale
| Pos. | Corridore             | Squadra     | Tempo     |
| ---- | --------------------- | ----------- | --------- |
| 1    | Filippo Simeoni       | Amica Chips | 18h23'30" |
| 2    | Ivan Basso            | Amica Chips | a 29"     |
| 3    | Andreas Klöden        | Telekom     | a 1'56"   |
| 4    | Denis Zanette         | Liquigas    | a 1'58"   |
| 5    | Enrico Cassani        | Polti       | s.t.      |
| 6    | Jürgen V. Roosbroeck  | Vlaanderen  | a 2'00"   |
| 7    | Dirk Müller           | Post Swiss  | a 2'02"   |
| 8    | Patrice Halgand       | J. Delatour | a 2'23"   |
| 9    | Volker Ordowski       | Gerolstein. | a 2'27"   |
| 10   | Alessandro Cortinovis | Colpack     | a 2'31"   |